# Aparna Brielle
Aparna Brielle, pseudonimo di Aparna Parthasarathy (Clackamas, 5 febbraio 1994), è un'attrice statunitense nota principalmente per il ruolo di Sarika Sarkar nella commedia NBC/Peacock A.P. Bio e di Tina Mukerji nella serie d'azione Netflix FUBAR.

## Biografia

### Primi anni
Aparna Brielle è nata a Clackamas, Oregon, da Partha Rajagopal e Girija Parthasarathy, in una famiglia di indo-americani tamil, Ha un fratello maggiore, Vijay. Cresciuta a Cedar Mill, nell'area metropolitana di Portland, da bambina ha frequentato la Valley Catholic School (allora nota come St. Mary of the Valley) di Beaverton e, a nove anni, è stata tra le più giovani ballerine Bharatanatyam al mondo diplomatasi in uno spettacolo di Arangetram dopo soli tre anni di formazione. Successivamente ha frequentato la Arts & Communication Magnet Academy, apparendo nella loro produzione autunnale del 2011 di Godspell, e si è laureata in marketing al Linfield College.

### Carriera
Nel 2014, Brielle ha fatto il suo debutto televisivo apparendo in un episodio del dramma soprannaturale NBC Grimm, cui fanno seguito nei due anni seguenti altre comparse in The Librarians di TNT e Come sopravvivere alla vita dopo la laurea della Fox. Nel 2017 entra a far parte del cast principale della sitcom A.P. Bio nei panni di Sarika Sarkar.
Brielle interpreta inoltre Lorna Reddy nella webserie Dead Girls Detective Agency, prodotta da NBCUniversal e Snap Inc., la cui prima stagione è andata in onda dal 22 ottobre 2018 con un episodio al giorno venendo successivamente rinnovata fino alla quarta stagione.
All'inizio del 2019, Brielle si è unita al cast del View Askewniverse di Kevin Smith comparendo nel ruolo di Jihad in Jay e Silent Bob - Ritorno a Hollywood, distribuito il 15 ottobre dello stesso anno. Colpito dall'interpretazione di Brielle nel film, il 12 maggio 2020, Smith annuncia di averla scritturata anche per il sequel di Generazione X nei panni di Banner Bruce, figlia di Brodie Bruce e Rene Mosier, rispettivamente interpretati da Jason Lee e Shannen Doherty; sebbene il progetto si sia arenato a seguito della morte di Doherty il 13 luglio 2024.
Nell'agosto 2021, Brielle si è unita al cast principale della serie originale Netflix Boo, Bitch mentre, nell'aprile 2022, le viene assegnato il ruolo di Tina Mukerji nella serie d'azione-spionistica FUBAR, al fianco di Arnold Schwarzenegger.

## Filmografia

### Attrice

#### Cinema
- Dinner with Wendy, regia di Dennis Noack - cortometraggio (2011)
- Sunshine Girl and the Hunt for Black Eyed Kids, regia di Nicholas J. Hagen (2012)
- Intruder, regia di Rollyn Stafford - cortometraggio (2013)
- God Incorporated, regia di Jeff Deverett (2019)
- Jay e Silent Bob - Ritorno a Hollywood (Jay and Silent Bob Reboot), regia di Kevin Smith (2019)
- Afterlifetime, regia di Matthew Boda - cortometraggio (2021)

#### Televisione
- Grimm - serie TV, episodio 3x20 (2014)
- The Librarians - serie TV, episodio 1x06 (2015)
- Come sopravvivere alla vita dopo la laurea (Cooper Barrett's Guide to Surviving Life) - serie TV, episodio 1x05 (2016)
- A.P. Bio - serie TV, 42 episodi (2018-2021)
- Everyone Is Doing Great - serie TV, episodio 1x08 (2021)
- Boo, Bitch - serie TV, 8 episodi (2022)
- FUBAR - serie TV, 15 episodi (2023-in corso)

#### Web
- Infinite Issues - webserie, 3 episodi (2013)[16]
- D-Sides - webserie, episodio 1x02 (2016)
- Girly Tales - webserie, episodio 1x03 (2017)[17]
- Dead Girls Detective Agency - webserie, 27 episodi (2018-2019)[10]
- Swiss and Lali Hijack Hollywood - webserie, 10 episodi (2020-2021)

### Doppiatrice
- Mech Cadets - serie animata, 10 episodi (2023)

## Doppiatrici italiane
Nelle versioni in italiano delle opere in cui ha recitato, Aparna Brielle è stata doppiata da:
- Letizia Ciampa in Boo, Bitch
- Martina Felli in FUBAR